# Antonio Conte
Antonio Conte (* 31. Juli 1969 in Lecce) ist ein italienischer Fußballtrainer und ehemaliger -spieler. Seit Sommer 2024 ist er der Cheftrainer der SSC Neapel.

## Spielerkarriere

### Im Verein
Antonio Conte begann seine Karriere in seiner Geburtsstadt bei der US Lecce, für die er am 6. April 1986 mit 16 Jahren beim 1:1 gegen Pisa Calcio sein Serie-A-Debüt absolvierte.
Im Jahr 1991 wechselte er zu Juventus Turin. Mit Juventus gewann er u. a. fünf italienische Meisterschaften und in der Saison 1995/96 unter Marcello Lippi die Champions League. Conte war jahrelang Stammspieler und Kapitän der Mannschaft. Im Jahr 2004 beendete er seine Karriere bei Juventus, um Trainer zu werden.

### Nationalmannschaft
Conte debütierte am 27. Mai 1994 beim 2:0-Sieg gegen Finnland in der italienischen Nationalmannschaft. Er nahm mit der Mannschaft an der Weltmeisterschaft 1994 in den USA und der Europameisterschaft 2000 in den Niederlanden und in Belgien teil.
Bei der WM 1994 absolvierte Conte unter Trainer Arrigo Sacchi zwei Partien und musste sich mit seiner Mannschaft im Finale Brasilien geschlagen geben, die mit 3:2 nach Elfmeterschießen gewannen.
Die EM 2000 schloss der Mittelfeldspieler mit den Azzurri nach der 1:2-Niederlage gegen Frankreich ebenfalls als Zweiter ab. Bei diesem Turnier erzielte er im Gruppenspiel gegen die Türkei ein Tor per Fallrückzieher, das von den Zuschauern der Sportschau zum Tor des Monats gewählt wurde.
Das letzte seiner insgesamt 20 Länderspiele absolvierte Conte am 24. Juni 2000 beim EM-Viertelfinale gegen Rumänien.

## Titel als Spieler
(alle mit Juventus Turin)
International
- Champions-League-Sieger: 1996
- UEFA-Cup-Sieger: 1993
- Weltpokalsieger: 1996
- UEFA-Super-Cup-Sieger: 1996

Italien
- Meister (5): 1995, 1997, 1998, 2002, 2003
- Pokalsieger: 1995
- Supercupsieger (4): 1995, 1997, 2002, 2003

## Trainerkarriere

### Anfänge in der Heimat
Nach seinem Rücktritt als aktiver Fußballer arbeitete Conte in der Saison 2005/06 als Assistenztrainer von Luigi De Canio bei der AC Siena. Im Juli 2006 wurde er Trainer bei der AC Arezzo in der Serie B. Der Verein startete wegen des italienischen Fußball-Skandals 2005/06 mit sechs Minuspunkten in die Saison 2006/07 und holte nur fünf Punkte aus den ersten neun Saisonspielen. Conte wurde am 31. Oktober 2006 entlassen. Am 13. März 2007 wurde er als Nachfolger von Maurizio Sarri erneut engagiert, erreichte mit 27 Zählern aus 15 Partien eine deutlich bessere Punkteausbeute als noch in seiner ersten Amtszeit und verpasste mit der Mannschaft den Klassenerhalt nur knapp. Am Saisonende verließ er den toskanischen Klub wieder.
Von dem 28. Dezember 2007 bis zum 23. Juni 2009 war er Trainer der AS Bari. Er wurde trotz des Aufstiegs 2008/09 in die Serie A entlassen, nachdem er als Kandidat für den Trainerposten bei Juventus Turin gehandelt worden war, den Ciro Ferrara übernahm. Grund für seine Entlassung waren Unstimmigkeiten zwischen Conte und der Klubführung bezüglich der Kaderplanung für die folgende Saison.
Am 21. September 2009 wurde er als Nachfolger von Angelo Gregucci Trainer von Atalanta Bergamo, die mit vier Niederlagen in die Serie A 2009/10 gestartet waren. In den ersten fünf Partien unter Conte blieb Atalanta ungeschlagen und holte neun Zähler. In den folgenden acht Partien folgten aber nur noch ein Sieg, ein Unentschieden und sechs Niederlagen. Aufgrund dieser Ergebniskrise auf den vorletzten Platz abgerutscht, trat Conte am 7. Januar 2010 nach einer 0:2-Heimniederlage gegen den SSC Neapel zurück. Am 23. Mai 2010 wurde er als Nachfolger von Alberto Malesani Cheftrainer der AC Siena. Er unterzeichnete einen auf zwei Jahre befristeten Vertrag. Mit der AC Siena stieg er als Tabellenzweiter der Serie B 2010/11 in die erste Liga auf.

### Juventus Turin
Am 31. Mai 2011 unterzeichnete Conte einen Vertrag bei Juventus Turin als Nachfolger von Luigi Delneri. Der Verein hatte schwierige Jahre hinter sich; er bekam aufgrund des Calciopoli-Skandals die Meisterschaften 2005 und 2006 aberkannt und musste infolgedessen zwangsabgestiegen, konnte als Zweitligameister der Saison 2006/07 direkt wiederaufsteigen und hatte sich in den darauffolgenden vier Spielzeiten mit den Platzierungen 3, 2, 7 und 7 in der oberen Tabellenhälfte etablieren können. 
In Contes erster Saison, der Serie A 2011/12, wurde seine Mannschaft ungeschlagen italienischer Meister und zog ins Finale der Coppa Italia 2011/12 ein, das man gegen den SSC Neapel mit 0:2 verlor.
Im Mai 2012 wurde Contes Wohnung von der Polizei durchsucht und Ermittlungen gegen ihn wegen des Verdachts auf Mitwisserschaft an Spielbetrug während seiner Zeit bei der AC Siena eingeleitet. Am 10. August 2012 wurde er für zehn Monate, also bis zum Ende der Spielzeit 2012/13, gesperrt, da er als Trainer von Siena Bestechungsversuche von zwei Serie-B-Spielen nicht an den Verband weitergeleitet hatte. Auch Contes Co-Trainer Angelo Alessio wurde zu einer achtmonatigen Sperre verurteilt. Am 22. August 2012 wurde das Urteil vom Bundesgericht des italienischen Verbandes bestätigt. Am 5. Oktober verfügte das Schiedsgericht des italienischen Nationalen Olympischen Komitees TNAS in Rom eine Reduzierung der Sperre für Conte von zehn auf vier Monate, die damit am 8. Dezember 2012 endete.
In der Saison 2012/13 verteidigte seine Mannschaft den Meistertitel erfolgreich. In der UEFA Champions League 2012/13 scheiterte man im Viertelfinale am FC Bayern München. In der Saison 2013/14 gelang der dritte Meistertitel in Folge, die Punktzahl von 102 stellte einen Rekord dar. In der Königsklasse als Gruppendritter in die UEFA Europa League 2013/14 abgestiegen, konnte der italienische Rekordmeister in dem Wettbewerb bis ins Halbfinale vorstoßen, unterlag jedoch Benfica Lissabon und verpasste somit das Finale im heimischen Juventus-Stadion. Contes Vertrag wurde am 15. Juli 2014 einvernehmlich aufgelöst.

### Italienische Nationalmannschaft
Am 14. August 2014 wurde Conte neuer Cheftrainer der italienischen Nationalmannschaft. Mit der Squadra Azzurra qualifizierte er sich durch einen 3:1-Auswärtssieg am vorletzten Spieltag gegen Aserbaidschan vorzeitig für die Fußball-Europameisterschaft 2016, bei der er mit seiner Mannschaft im Viertelfinale gegen Deutschland im Elfmeterschießen ausschied. Danach beendete er seine Arbeit als Nationaltrainer.

### FC Chelsea
Ab der Saison 2016/17 war Conte Cheftrainer beim englischen Erstligisten FC Chelsea. Er unterschrieb im April 2016 einen bis 2019 laufenden Vertrag und löste Guus Hiddink ab. Nachdem er sein neues Amt angetreten hatte, machte Conte sich daran, den Kader an seine Vorstellungen anzupassen. Dafür überzeugte er persönlich den mit Leicester City kurz zuvor zum Meister gewordenen französischen Mittelfeldspieler N’Golo Kanté, sich dem FC Chelsea anzuschließen. Auch setzte sich Conte für eine Verpflichtung des spanischen Verteidigers Marcos Alonso von der AC Florenz ein. Zudem war es Conte möglich, den bei Chelsea unzufriedenen Diego Costa zu einem Verbleib und gegen eine Rückkehr zu seinem Ex-Verein Atlético Madrid zu überzeugen. Alle drei Spieler waren im Verlauf der Saison Schlüsselspieler von Contes Mannschaft. 
Die Saison startete zunächst holprig. Knappe Siege über West Ham United und den FC Watford an den ersten zwei Spieltagen sowie ein 2:2 gegen Swansea City am vierten machten Conte zu schaffen, der seine Spieler nach einer 1:2-Niederlage gegen den FC Liverpool an der Stamford Bridge am fünften Spieltag in die Pflicht nahm, an sich zu arbeiten. Trotz dieser Ansage ging auch das nächste Spiel verloren. Mit 0:3 verlor das Conte-Team auswärts gegen den FC Arsenal und Arsène Wenger. Im Anschluss an diese zweite Niederlage in Folge gelang es Conte, das Ruder herumzureißen. Aus den restlichen 32 Ligaspielen gewann Chelsea 27, zwei Partien endeten Unentschieden und drei Partien wurden verloren, sodass schlussendlich mit 93 Zählern die sechste Meisterschaft der Vereinsgeschichte erreicht wurde. Wichtigster Impuls für den überraschenden Kurswechsel war hierbei seine Entscheidung, bei den Blues auf eine Dreierkette in der Abwehr zu setzen, welche er schon erfolgreich bei Juventus Turin und der italienischen Nationalmannschaft angewendet hatte. Erstmals hinterfragt hatte Conte sein bisheriges Spielsystem mit Viererkette nach der Heimpleite gegen Liverpool, bevor die Auswärtsniederlage gegen die Gunners den Ausschlag für seine Entscheidung zur Umstellung vom 4-3-3 auf ein 3-4-3 gegeben hatte.
„Against Arsenal this game was frustrating for me – I didn't see nothing of my work, my idea of football in that moment […] I [took] the responsibility to change the system and I think it was the key moment for us. Every single player found in this system the best of themselves.“
„Die Partie gegen Arsenal war frustrierend für mich – ich habe in diesem Moment nichts von meiner Arbeit, meiner Vorstellung von Fußball gesehen […] Ich übernahm die Verantwortung dafür, das System zu verändern, und ich denke, das war der Schlüsselmoment für uns. Jeder einzelne Spieler hat in diesem System das Beste aus sich herausgeholt.“

– Antonio Conte
Auf die Niederlage gegen die Gunners und den damit einhergehenden Systemwechsel folgte eine monatelange Siegesserie – inklusive einem 4:0-Heimsieg über Manchester United und einen 3:1-Auswärtssieg über Manchester City – in deren Rahmen Chelsea am 17. Dezember nach einem 1:0-Triumph über Crystal Palace einen neuen Vereinsrekord für die meisten Ligasiege in Folge aufstellte und nach einem 4:2-Erfolg über Stoke City am 31. Dezember den Ligarekord von 13. Siegen in Folge des FC Arsenal einstellte. Im Verlauf der Siegesserie tat sich insbesondere der durch Contes System von Abwehraufgaben befreite Eden Hazard hervor, der nach einer schwachen Saison zuvor stark aufspielte. Zu ihrem Ende kam die Erfolgsserie der Mannschaft durch eine 0:2-Niederlage am 20. Spieltag gegen den von Mauricio Pochettino gecoachten Erzrivalen Tottenham Hotspur, der sich im weiteren Verlauf der Saison zum ärgsten Verfolger der Blues entwickelte. Trotz Ende der Siegesserie blieben die Leistungen weiterhin konstant gut und erst Anfang April, am 29. Spieltag, mit mittlerweile 69 Punkten und zehn Zählern mehr als die zweitplatzierten Spurs, kassierte das Conte-Team wieder eine Niederlage. Zuhause verlor man mit 1:2 gegen Crystal Palace. Darauf folgte ein 2:1-Heimsieg über Manchester City und Pep Guardiola. Die letzte Niederlage in der Meisterschaft folgte am 32. Spieltag. Mit 0:2 verlor man auswärts gegen Manchester United und José Mourinho. Nach der Enttäuschung gegen die Red Devils verkündete Conte: „Manchester United hat den Sieg verdient, weil sie mehr Willen, mehr Motivation und mehr Ehrgeiz gezeigt haben, dieses Spiel zu gewinnen. […] Die Meisterschaft ist nicht durch. Tottenham ist in großartiger Form und spielt mit großer Begeisterung, aber wir spielen eine großartige Saison und müssen versuchen, dieses Ziel zu erreichen […] Wir sind als Außenseiter gestartet und es wird nicht einfach sein.“ Auf diese Mahnung folgte eine weitere Siegesserie, durch die die Mannschaft drei Spieltage vor Saisonende im Anschluss an einen 1:0-Triumph über West Bromwich Albion als englischer Meister feststand. Neben dem Gewinn der Meisterschaft spielten Contes Schützlinge auch im FA-Cup eine erfolgreiche Kampagne. Nach Siegen über u. a. die Wolverhampton Wanderers, Manchester United und Tottenham Hotspur der Einzug ins Endspiel. Im Finale im Londoner Wembley-Stadion traf man auf den FC Arsenal. Die Partie gegen die Gunners endete enttäuschend mit 1:2, womit der Gewinn des Doubles verpasst wurde. Nach Saisonende erhielt Conte für die starken Leistungen seiner Mannschaft die Auszeichnung des Premier League Manager of the Season.
Trotz der überragenden Spielzeit traten im anschließenden Sommer Spannungen zwischen Vereinsführung und Meistertrainer Conte auf. Im Mittelpunkt des Konflikts stand dabei die Transferpolitik des Vereins. Eine der schwierigsten Baustellen war die Zukunft von Diego Costa und die Nachfolge auf der Stürmerposition. Costa, der schon im Winter 2016/17 einen Wechsel nach China geplant hatte, setze sich nach der Saison einmal mehr für seinen Abschied ein. Ohne Rücksprache mit der Vereinsführung genehmigte Conte, der sich als Nachfolger für Costa Romelu Lukaku vom FC Everton ausgeguckt hatte, diesen Wunsch per Textnachricht:
„Hi Diego, I hope you are well. Thanks for the seasono [sic] we spent together. Good luck for the next year but you are not in my plan“
„Hallo Diego, ich hoffe, es geht dir gut. Danke für die Saison, die wir zusammen verbracht haben. Viel Glück für das nächste Jahr, aber du bist nicht in meinem Plan.“

– Antonio Conte (per Textnachricht)
Dieses Vorgehen von Conte führte zu Verärgerung bei der Vereinsführung, da Costa die Nachricht öffentlich machte und somit aus Sicht der Verantwortlichen die Verhandlungsposition des Vereins schwächte. Die Wahl eines Ersatzes für Costa führte parallel ebenfalls zu Spannungen zwischen Verein und Trainer. So war Contes Wunschnachfolger FC-Everton-Stürmer Romelu Lukaku, der Verein war jedoch nicht in der Lage, einen Transfer zu realisieren, und legte sich daraufhin zur Enttäuschung von Conte auf Real-Madrid-Stürmer Álvaro Morata als Nachfolger fest. Ein weiterer großer Streitpunkt war die Verstärkung der Defensive. Conte wünschte sich eine Verpflichtung vom FC-Southampton-Starverteidiger Virgil van Dijk. Diese konnte der Verein jedoch nicht bewerkstelligen und verpflichtete stattdessen Antonio Rüdiger von der AS Rom. Die aus Contes Sicht misslungene Transferpolitik des Vereins entwickelte sich im Anschluss zu einem in Pressekonferenzen regelmäßig besprochenem Thema. Keine Kontroverse, aber dennoch einschneidende Veränderung in Contes Kaders war der Abgang des langjährigen Erfolgskapitäns und Vereinslegende John Terry. Zwar hatte Conte Terry im Verlauf der Saison wenig eingesetzt, dennoch hatte Terry laut Conte eine wichtige Rolle neben dem Platz gespielt:
„It was a great privilege for me to be the coach of a Chelsea legend like John Terry […]. We are talking about a top man, a really good man and then a top player. He helped me a lot in my first season in and out of the pitch […] He was very important in the training ground, during the sessions to keep the concentration standards high“
„Es war ein großes Privileg für mich, der Trainer einer Chelsea-Legende wie John Terry zu sein […]. Wir sprechen hier von einem Top-Mann, einem wirklich guten Mann und dann noch einem Top-Spieler. Er hat mir in meiner ersten Saison auf und neben dem Platz sehr geholfen […] Er war auf dem Trainingsplatz sehr wichtig, zur Aufrechterhaltung der Konzentration.“

– Antonio Conte (Interview mit Sky Sports)
In seiner zweiten Spielzeit schaffte es Contes Mannschaft nicht an die Leistungen aus der vorherigen anzuknüpfen. So verpatzte man zunächst den Saisonauftakt durch eine 2:3-Heimniederlage gegen den FC Burnley und Sean Dyche. Zwar fingen sich Contes Blues danach schnell und gewannen die nächsten drei Partien, Ruhe kehrte dadurch jedoch nur kurzfristig ein. Ein Unentschieden am fünften Spieltag gefolgt von zwei Niederlagen am siebten und achten führten dazu, dass ab Oktober Gerüchte bezüglich einer Entlassung Contes aufkamen. Insbesondere der Name Carlo Ancelotti tauchte dabei vermehrt in der Presse auf, nachdem der Ex-Chelsea-Coach Ende September 2017 beim FC Bayern München entlassen worden war. Zudem machte zur Verärgerung Contes zwischenzeitlich eine Geschichte die Runde, nach der Spieler sich bei seinem Assistenztrainer Steve Holland über seine Trainingseinheiten beschwert hätten, was er bei einer Pressekonferenz scharf dementierte:
„They try to create problems between me, the club and the players“
„Sie versuchen, Probleme (Drama) zwischen mir, dem Verein und den Spielern zu schaffen.“

– Antonio Conte (Pressekonferenz)
Im Anschluss an die zwei Niederlagen stabilisierte sich die Form der Mannschaft, was zu einer Abnahme der Spekulationen über eine vorzeigte Trennung zwischen Verein und Trainer führte. Unter Contes Leitung gewannen die Blues zwischen dem neunten und 21. Spieltag zehn von 13 Spielen, woraufhin zwischenzeitlich der zweite Tabellenplatz belegt wurde, und lieferten auch in der Champions-League-Gruppenphase starke Leistungen ab. So schaffte man es in einer Gruppe mit der AS Rom, Atlético Madrid und Qarabağ Ağdam vor den Colchoneros und Qarabağ ins Achtelfinale. Für dieses bekamen die Blues den von Ernesto Valverde trainierten FC Barcelona zugelost. Das Heimspiel gegen die Katalanen endete mit 1:1, das Rückspiel ging mit 0:3 verloren, wodurch man mit 1:4 im Gesamtergebnis ausschied. In der Liga ließen ab dem 22. Spieltag die Leistungen zeitweilig spürbar nach. So endeten Spiele gegen Arsenal und Leicester City unentschieden, wobei man sich zunächst auf dem dritten Platz halten konnte. Nach vier Niederlagen in den nächsten fünf Spielen rutschte man dann jedoch auf den fünften Platz und befand sich somit außerhalb der Champions-League-Plätze. Während mit den schwankenden Leistungen Spekulationen über eine Entlassung von Conte zurückkehrten, wobei neben Ancelotti vermehrt der damalige SSC-Neapel-Trainer Maurizio Sarri als potentieller Nachfolger gehandelt wurde, änderte sich am Tabellenplatz ab dem 28. Spieltag nichts mehr und man beendete die Saison auf dem fünften Platz, womit die Qualifikation für die Königsklasse verpasst wurde. Die erfolgreichste Kampagne spielte das Conte-Team unterdessen im FA-Cup. In diesem erreichte man nach Siegen über u. a. den FC Southampton und Leicester City das zweite Finale in Folge. In diesem traf man auf Manchester United und José Mourinho. Die Partie wurde dank eines Elfmeters von Eden Hazard mit 1:0 gewonnen. Nach Ende der Spielzeit wurde Contes Vertrag im Juli aufgelöst und der bisherige SSC-Neapel-Trainer Maurizio Sarri trat wie einst bei der AC Arezzo seine Nachfolge an.

### Inter Mailand
Zur Saison 2019/20 verpflichtete Inter Mailand Conte als Nachfolger für den Ende Mai 2019 entlassenen Luciano Spalletti. In seiner ersten Saison führte Conte Inter Mailand zur Vizemeisterschaft mit 82 Punkten, einem Punkt weniger als der Meister Juventus Turin erspielte. In der Coppa Italia 2019/20 führte Conte sein Team bis ins Halbfinale, bei dem man gegen den späteren Sieger SSC Neapel ausschied. In der Champions League 2019/20 kam nicht über die Gruppenphase hinaus und qualifizierte sich hinter dem FC Barcelona und Borussia Dortmund als Gruppendritter für die K.-o.-Phase der UEFA Europa League 2019/20, bei der man erst im Finale gegen den FC Sevilla mit 2:3 verlor.
In der Spielzeit 2020/21 wurde Conte mit Inter Mailand vier Spieltage vor Saisonende italienischer Meister und brach damit die Siegesserie Juventus Turins, welche zuvor neun Jahre in Folge Meister wurde. In der UEFA Champions League 2020/21 schied Inter bereits in der Gruppenphase als Vierter hinter Real Madrid, Borussia Mönchengladbach und Schachtar Donezk aus. Erneut war im Halbfinale des italienischen Pokals, der Coppa Italia 2020/21, Schluss, diesmal gegen Juventus Turin. Am 26. Mai 2021 bestätigte der Verein allerdings den Abschied des Trainers. Man hätte sich in beidseitigem Einverständnis auf eine Vertragsauflösung geeinigt.

### Tottenham Hotspur
Anfang November 2021 unterschrieb Conte einen Vertrag bis zum Sommer 2023 beim englischen Klub Tottenham Hotspur, nachdem er im Sommer 2021 ein Angebot noch abgelehnt hatte. Bei den Spurs löste Conte den kurz zuvor von seinen Aufgaben entbundenen Nuno Espírito Santo ab. Er übernahm die Mannschaft auf dem neunten Tabellenplatz mit fünf Punkten Rückstand auf die Champions-League-Ränge. Direkt nach Amtsübernahme nahm Conte zwei einschneidende Veränderungen bei den Spurs vor. Zum einen stellte er seine Mannschaft von einer unter seinen Vorgängern verwendeten Viererkette auf drei Mann und ließ sein Team fortan in einem 3-4-2-1 auflaufen, zum anderen legte er vermehrt Fokus auf die Fitness seiner Spieler.

Seine erste Partie im Amt war ein Heimspiel gegen Vitesse Arnheim in der Europa-Conference-League-Gruppenphase, welches mit 3:2 gewonnen wurde. Ein späteres Gruppen-Aus konnte dennoch nicht verhindert werden, da die zwei übrigen Gruppenspiele verloren gingen. In der Liga startete man erfolgreich und kassierte zwischen November und Mitte Januar keine Niederlage, während man im Ligapokal durch einen 2:1-Viertelfinalsieg über West Ham United und David Moyes den Einzug ins Halbfinale schaffte. Trotz dieses ordentlichen Einstiegs zeigte sich Conte ab Ende Dezember öffentlich mehrfach überaus unzufrieden mit seiner Mannschaft. Erstmals kund tat er dies nach einem 1:1 gegen den FC Southampton, der 50 Minuten in Unterzahl gespielt hatte. Nach der Partie erklärte er enttäuscht: „Jetzt müssen wir natürlich viel arbeiten und es wird [auch] nicht einfach sein, diese Saison um etwas zu kämpfen. […] Wir müssen uns stark verbessern. Mit Sicherheit haben wir eine Chance verpasst. Wenn man so eine Gelegenheit hat, muss man versuchen, sie zu nutzen, drei Punkte zu holen.“ Eine Großkritik folgte achte Tage später, nach einer deutlichen 0:2-Niederlage gegen den FC Chelsea und Thomas Tuchel im Halbfinalhinspiel des Ligapokals:
„From the start Chelsea showed to be much better than us. The first half we struggled a lot, but we know we are talking about one of the best teams in the world, and if you compare it to our team, there is no comparison. Today we've seen the difference between the two teams. I know the situation, it's very clear, there is an important gap.“
„Chelsea hat von Anfang an gezeigt, dass sie viel besser sind als wir. In der ersten Halbzeit haben wir uns sehr schwer getan, aber wir wissen, dass wir es mit einer der besten Mannschaften der Welt zu tun haben, und wenn man sie mit unserem Team vergleicht, gibt es keinen Vergleich. Heute haben wir den Unterschied zwischen den beiden Mannschaften gesehen. Ich kenne die Situation, es ist ganz klar, es gibt eine große Lücke.“

– Antonio Conte (Interview mit Sky Sports)

Die Partie gegen die Blues war dabei die erste von drei Begegnungen mit dem FC Chelsea in 18 Tagen. So folgte auf die Pleite im Hinspiel eine Woche später eine 0:1-Niederlage im Rückspiel im heimischen Tottenham-Hotspur-Stadion. Die dritte Begegnung war eine Ligapartie am 23. Januar. Für diese stellte Conte seine Mannschaft auf eine Vier-Mann-Verteidigung um, nachdem deren temporärer Einsatz im Ligapokal-Halbfinal-Rückspiel vielversprechende Ergebnisse geliefert hatte. Die Umstellung hatte nicht den gewünschten Effekt und auch das dritte Derby ging mit 0:2 verloren. Diese dritte Niederlage gegen das Tuchel-Team beendete die am 11. Spieltag begonnene ungeschlagen Serie. Auf die für Conte persönlich demütigende dritte Niederlage gegen seinen Ex-Arbeitgeber folgten in den nächsten vier Spielen drei weitere Niederlagen. Die für Conte bitterste Erfahrung war hierbei die 0:1-Pleite gegen den FC Burnley. Nach der Partie zeigte er sich selbstkritisch, wobei manche seine Kommentare als implizite Rücktrittsankündigung verstanden:
„No one deserves this type of situation – the club, me, the players and fans. […] I came in to try to improve the situation in Tottenham but maybe in this moment […] I’m not so good to improve the situation. It’s very frustrating because I know we’re working hard, working a lot and trying to get the best out of every single player. […] I’m trying to do everything to change the situation but the situation is not changing. […] When this type of situation happens, maybe there is something wrong. I don’t want to close my eyes, I want to take my responsibility, if I have the responsibility. I am open […] for every decision because I want to help Tottenham. From the first day I arrived here I want to help Tottenham. I repeat: I am too honest to close my eyes and continue in this way, and [while taking] my salary. But it’s not right in this moment. […] if we continue in this way, maybe we have to pay great attention because this league we can finish 10th, 12th, 13th the same way that when I arrived here […]“
„Niemand verdient eine solche Situation – der Verein, ich, die Spieler und die Fans. […] Ich bin gekommen, um zu versuchen, die Situation von Tottenham zu verbessern, aber vielleicht bin ich in diesem Moment […] nicht so gut, um die Situation zu verbessern. Es ist sehr frustrierend, weil ich weiß, dass wir hart arbeiten, viel arbeiten und versuchen, das Beste aus jedem einzelnen Spieler herauszuholen. […] Ich versuche, alles zu tun, um die Situation zu ändern, aber die Situation ändert sich nicht. […] Wenn so eine Situation eintritt, stimmt vielleicht etwas nicht. Ich will meine Augen nicht verschließen, ich will meine Verantwortung wahrnehmen, wenn ich die Verantwortung habe. Ich bin offen […] für jede Entscheidung, weil ich Tottenham helfen will. Vom ersten Tag an, als ich hier ankam, wollte ich Tottenham helfen. Ich wiederhole: Ich bin zu ehrlich, um die Augen zu verschließen und so weiterzumachen, während ich mein Gehalt bekomme. Aber in diesem Moment ist es nicht richtig. […] wenn wir so weitermachen, müssen wir vielleicht sehr aufpassen, denn in dieser Liga können wir auf Platz 10, 12 oder 13 landen, so wie damals, als ich hier ankam, […]“

– Antonio Conte (Pressekonferenz)
Ab dem 25. Spieltag gingen die Leistungen spürbar nach oben. Zwischen dem 26. und 31. Spieltag gewann man sechs von sieben Spielen und dies stets mit dominanten Darbietungen. So setzte man sich gegen Leeds United und Aston Villa jeweils mit 4:0 durch, triumphierte mit 5:0 über den FC Everton, mit 2:0 über Brighton & Hove Albion, mit 3:1 über West Ham United und mit 5:1 gegen Newcastle United. Einzige Rückschläge während dieser Erfolgsphase waren eine knappe 2:3-Auswärtsniederlage gegen Manchester United und das Aus im FA-Cup durch eine 0:1-Niederlage gegen den FC Middlesbrough in der Verlängerung. Damit war zwar zugleich die letzte Chance auf einen Titel verspielt, aber durch die ansonsten stetigen Ligaerfolge hatte man sich zwischenzeitlich auf den vierten Platz hochgearbeitet. Trotz der beeindruckende Resultate, weigerte sich Conte regelmäßig, seinen Verbleib bei Tottenham bis Vertragsende zu bestätigen. Gerüchte im April über einen Wechsel zu Paris Saint-Germain als Nachfolger von Mauricio Pochettino verneinte er unterdessen. Ihr Ende fand die Erfolgssträhne von Contes Spurs am 32. Spieltag durch eine 0:1-Niederlage gegen Brighton & Hove Albion, auf die im Anschluss ein Unentschieden gegen den FC Brentford folgte. Durch die zwei sieglosen Partien rutschte das Conte-Team zurück auf den fünften Platz. Ein Remis und vier Siege inklusive eines beeindruckenden 3:0-Erfolgs über den Erzrivalen FC Arsenal unter Mikel Arteta und einem 5:0-Triumph über Norwich City am letzten Spieltag reichten dennoch für die Rückkehr auf die Champions-League-Plätze. Conte selbst beschrieb die geglückte Qualifikation für die Königsklasse nach dem letzten Spieltag später als „Wunder“, wobei er gleichzeitig anmerkte, dass für ihn (als mehrfachem Meister in Italien und England) das Bejubeln der Qualifikation statt eines Titels auch ungewöhnlich war.
Im Sommer kam es zur Stärkung des Kaders. Entgegen der üblichen eher sparsamen Transferpolitik des Vereins verpflichteten die Spurs für mehr als 170 Millionen Euro neue Spieler. Die drei großen Transfers waren dabei für knapp 60 Millionen Euro FC-Everton-Stürmer Richarlison, der als Ersatzmann für Starstürmer Harry Kane dienen sollte, für 52 Millionen Euro Innenverteidiger Cristian Romero von Atalanta Bergamo und für knapp 30 Millionen Euro Yves Bissouma von Brighton. Für zusammen etwas mehr als 32 Millionen Euro kamen zudem noch Destiny Udogie und Djed Spence nach Nord-London. Ziehen ließ man im Gegenzug Steven Bergwijn, Cameron Carter-Vickers für zusammen knapp 40 Millionen Euro sowie ablösefrei Matt Doherty. Für eine Leihgebühr von 500.000 Euro gab man zudem Tanguy Ndombele an die SSC Neapel ab. Conte, der sich bezüglich der Transferpolitik zurückgehalten und wenig eingemischt hatte, gab sich nach Transferschluss persönlich zufrieden mit der Arbeit des Vereins.
Trotz dieser mehr als 170 Millionen Euro teuren Ambitionsbekundung durch den Verein sträubte sich Conte im Verlauf der folgenden Spielzeit gegen eine Verlängerung seines Vertrags, der noch bis Saisonende datiert war. Die „Vertragsthematik“ entwickelte sich im Verlauf der Spielzeit zu einem dauerhaften Gesprächsthema, wobei Conte vermehrt der Vorwurf gemacht wurde, er verhalte sich, als tue er Tottenham einen Gefallen damit, dass er Übungsleiter der Spurs sei und glaube er „stünde über dem Verein“. Trotz dieser Querelen bezüglich seines Kontrakts bestätige Conte im Verlauf der Saison, dass er seinen aktuellen Vertrag erfüllen würde und nicht vorhabe, vorzeitig zu gehen.

Nachdem er die Titelchancen seiner Mannschaft zunächst heruntergespielt hatte, begann Conte seine zweite Saison mit einem 4:1-Sieg über den FC Southampton, womit man praktisch da weitermachte, wo man am Ende der vorherigen Saison aufgehört hatte. Die zweite Partie war eine Match an der Stamford Bridge gegen den FC Chelsea und Thomas Tuchel. Es war die erste Begegnung mit den Blues seit den drei verlorenen Partien binnen 18 Tagen im Januar. Das Spiel endete remis. Nach dem Abpfiff kam es zu einem Gerangel der Trainer, wofür Conte eine Strafe von 15.000 Pfund zahlen musste. Einer Sperre entging er, womit Tuchel, der für ein Spiel gesperrt wurde, haderte. Die Tatsache, dass Contes Schützlinge zweimal einen Rückstand aufgeholt hatten, wurde als Zeichen gedeutet, dass Contes Methoden und Siegermentalität Wirkungen zeigten. Von den folgenden acht Partien wurden sechs gewonnen und man kassierte nur eine schmerzhafte 1:3-Auswärtspleite gegen den Erzrivalen Arsenal. Insgesamt stellte dies den besten Start Tottenhams in eine Premier-League-Saison überhaupt dar. Auch in der Champions League spielte man ordentlich und holte sieben von zwölf möglichen Punkten. Danach war die Mannschaft jedoch weniger erfolgreich. Am 11. Spieltag traf man auswärts auf Manchester United und Erik ten Hag. Das Spiel galt als erster Härtetest für Contes Spurs seit dem Spiel gegen Arsenal. Contes Mannschaft verlor mit 0:2. Vier Tage später endete das Heimspiel gegen Newcastle United 1:2, wodurch eine Serie von 10 Heimsiegen in Folge riss. Nach der Pleite gegen die Magpies bemängelte Conte die Tiefe des Kaders und führte aus, er wolle Liga und Königsklasse im Idealfall „gerne mit der besten Mannschaft bestreiten“ und zudem über „vier, fünf gute Wechseloptionen“ verfügen. Dies stand im Gegensatz zu seinen Äußerungen im Sommer, als er noch erklärt hatte, er sei glücklich mit der Transferpolitik des Vereins. Erneut kritisch zur Transferpolitik und generell zum Verein äußerte er sich zwei Monate später Mitte Januar, nachdem es bis dahin in sieben Ligaspielen drei Niederlagen und ein Unentschieden gegeben hatte. Hauptaugenmerk seiner Kritik war hierbei, dass der Verein seine Transferpolitik nicht erkläre und stattdessen er stets Fragen zu dem Thema beantworten müsse:
„In England, there is a bad habit that there is only the coach to speak and to explain. I have never seen the club or sporting director come here to explain the strategy and vision of the club. In Italy for example, before every game there is a person from the club who has to go before the media and answer every question. For us, it could be much, much better because otherwise, every time there is only one face to explain a situation which I think is better for the club to explain. But this is a habit and I respect this habit. In Italy, it's different, the person from the club during the game week speaks and explains many situations. If only the coach speaks there are sometimes misunderstandings. I think it would be good to have the club present in the media and to speak. Not every week but at least every 15 days or once-a-month.“
„In England gibt es die Unart, dass nur der Trainer spricht und erklärt. Ich habe noch nie mitbekommen, dass der Verein oder Sportdirektor hierher gekommen ist, um die Strategie und die Vision des Vereins zu erläutern. In Italien zum Beispiel gibt es vor jedem Spiel eine Person aus dem Verein, die vor die Medien tritt und alle Fragen beantworten muss. Für uns könnte dies besser sein, da es sonst nur ein Gesicht gibt, dass eine Situation erklärt, die meiner Meinung nach durch den Verein besser erklärt werden könnte. Aber das ist eine Gewohnheit, und ich respektiere diese Gewohnheit. In Italien ist das anders, da spricht die Person vom Verein während der Spielwoche und erklärt viele Situationen. Wenn nur der Trainer spricht, kommt es manchmal zu Missverständnissen. Ich denke, es wäre gut, wenn der Verein in den Medien präsent wäre und zu Wort käme. Nicht jede Woche, aber mindestens alle 15 Tage oder einmal im Monat.“

– Antonio Conte

Contes Kritik kam dabei im Kontext der seit Wochen anhaltenden Anspannung im Verein aufgrund einer Leistungsschwäche, in deren Rahmen man aus dem Ligapokal infolge einer 0:2-Niederlage gegen Aufsteiger Nottingham Forest ausgeschieden, und in der Liga vom dritten auf den fünften Platz gestürzt war. Anders als seine selbstkritischen Worte nach der Niederlage gegen Burnley in der vorherigen Saison hatte Contes Kritik am Verein dieses Mal keinen positiven Einfluss auf den Saisonverlauf. Stattdessen gingen auch die nächsten zwei Ligaspiele am 19. und 20. Spieltag verloren. Lichtblicke waren unterdessen die Champions League, wo man die Gruppe auf dem ersten Platz beendete, sowie der FA-Cup, in dem man nach Siegen über den FC Portsmouth und Preston North End in die fünfte Hauptrunde einzog. Anfang Februar mit fortgesetzter Unklarheit über eine Vertragsverlängerung sowie die tatsächliche Leistungsfähigkeit seiner Mannschaft begab sich Conte für die Entfernung seiner Gallenblase nach Italien. Bis zu seiner Rückkehr übernahm Assistenzcoach Cristian Stellini als Übungsleiter. Anfang März kehrte Conte zu Tottenham zurück. Dieses hatten zwischenzeitlich seine Form in der Liga stabilisiert und war wieder auf dem vierten Tabellenplatz. Zugleich war man jedoch auch aus dem FA-Cup ausgeschieden und hatte das Champions-League-Achtelfinalhinspiel auswärts gegen die AC Mailand mit 0:1 verloren. Contes erstes Spiel zurück an der Seitenlinie war das Rückspiel gegen die Rossoneri. Die Partie, der eine hohe Bedeutung bezüglich Contes Verbleib nachgesagt wurde, endete 0:0, worauf Tottenham aus der Königsklasse ausschied. Drei Tage später folgte ein Ligaspiel gegen Nottingham Forest, gegen das man zuvor im Ligapokal verloren hatte. Die Partie wurde vor heimischer Kulisse mit 3:1 gewonnen. Das nächste Spiel, eine Auswärtsbegegnung beim FC Southampton, wurde Contes letztes Match bei Tottenham. Das Ergebnis gegen die Saints war hierbei nicht der entscheidende Grund, sondern vielmehr Contes Reaktion darauf. So kam es, nachdem seine Mannschaft eine 3:1-Führung verspielt und die Partie mit einem 3:3-Remis geendet hatte, zu einer Wutrede Contes, bei der er sich an Mannschaft, Verein und deren Besitzern abarbeitete:
Conte: „[…] Das Schlimmste ist das, was auf dem Spielfeld passiert ist. Was in den letzten Monaten passiert ist, [und] in […] meiner zweiten Saison. […] für mich ist das inakzeptabel. […] Das Problem ist, dass […] wir [wieder] gezeigt haben, dass wir keine Mannschaft sind. Wir sind 11 Spieler auf dem Platz. Ich habe egoistische Spieler gesehen. Ich habe Spieler gesehen, die sich nicht helfen wollen […]. Das Wichtigste, wenn du eine starke Mannschaft werden willst, wenn du konkurrenzfähig werden willst, wenn du […] gewinnen willst, ist der Wille, das Feuer, das du in deinen Augen, in deinem Herzen haben musst. Und das musst du in jedem Moment zeigen. […] Wenn ich […] die letzte Saison und diese Saison vergleiche, ich sagte [damals], dass wir uns verbessern müssen, [aber stattdessen] sind wir in diesem Aspekt schlechter. […] Heute ist die jüngste Situation [dieser Art]. Man darf nicht vergessen, dass wir im FA-Cup gegen Sheffield United verloren haben, die mit jungen Spielern angetreten sind. […] Um eine Mannschaft zu sein […], müssen wir für das [Vereins]wappen spielen. Wir müssen spielen, um unsere Fans stolz zu machen […]. Wir müssen […] den Willen zeigen. Das Feuer in deinen Augen, um zu gewinnen. Wenn man das hat […], scheidet man nicht im FA-Cup [oder] heute aus, sondern man gewinnt.“
Reporter: „Antonio, das ist eine schwierige Frage, aber glauben Sie, dass Ihre Position, die Ungewissheit über Ihre Zukunft …?“
Conte: „Sie suchen nach einem Alibi […]. Wir sind Profis. […] Der Verein hat uns viel Geld bezahlt. […] Nicht um Ausreden zu finden und keinen Kampfgeist zu haben oder kein Zugehörigkeitsgefühl […] oder kein Verantwortungsgefühl zu zeigen […]. Für mich ist das inakzeptabel […]. Denn das ist das erste Mal in meiner Karriere, dass ich eine solche Situation sehe. Und bis jetzt war ich nicht in der Lage, sie zu ändern […].“
Reporter: „Warum ist das so?“
Conte: „[…] Ich weiß es nicht, weil sie es hier [bei Tottenham] gewohnt sind. […] Sie spielen nicht für etwas Wichtiges […]. Sie wollen nicht unter Druck spielen, sie wollen nicht unter Stress spielen. Auf diese Weise ist es einfach. Das ist die Geschichte von Tottenham. Zwanzig Jahre ist der Besitzer hier und sie haben nie etwas gewonnen. […].“

– Antonio Conte (Pressekonferenz)
Sechs Tage später, am 26. April 2023 trennte sich der Verein von Conte und machte Cristian Stellini zum Interimstrainer. Tottenham befand sich zu diesem Zeitpunkt auf dem vierten Platz und war bereits aus allen K.o.-Wettbewerben ausgeschieden.

### SSC Neapel
Zur Spielzeit 2024/25 wurde Conte Trainer der SSC Neapel, die in der Vorsaison einen enttäuschenden zehnten Platz erreicht hatten. Er löste Francesco Calzona ab, der die Partenopei seit Februar 2024 trainiert hatte. Durch einen 2:0-Sieg gegen Cagliari Calcio am letzten Spieltag wurde die vierte Meisterschaft der Vereinsgeschichte erreicht. Conte wurde der erste Trainer, der mit drei Vereinen italienischer Meister wurde.

## Titel und Auszeichnungen als Trainer

### Vereine
Italien
- Meister (5): 2012, 2013, 2014 (alle Juventus Turin), 2021 (Inter Mailand), 2025 (SSC Neapel)
- Supercupsieger (2): 2012, 2013 (beide Juventus Turin)
- Zweitligameister und Aufstieg in die Serie A: 2009 (AS Bari)

England
- Meister: 2017 (FC Chelsea)
- Pokalsieger: 2018 (FC Chelsea)

### Auszeichnungen
- Trainer des Jahres in der Serie A (4): 2012, 2013, 2014, 2021
- Globe Soccer Award (Bester Trainer): 2013
- Gazzetta Sports Award – Trainer des Jahres: 2015
- Premier League Manager of the Season: 2016/17
- Trainer der Saison der Serie A: 2024/25
- Trainer des Monats der Serie A (2): September 2024, Januar 2025

### Sonstiges
- Conte ist neben Fabio Capello einer von zwei Trainern, der es schaffte, den Scudetto ohne Niederlage zu gewinnen. In der Saison 2011/12 holte Juventus Turin unter Conte 23 Siege und 15 Unentschieden.
- Conte ist der einzige Trainer, der mit drei Vereinen italienischer Meister wurde.[84]

## Ehrungen
- Ritter des Verdienstordens der Italienischen Republik: 2000